# زهرة الميلاد
لكل شهر توجد زهرة ميلاد (بالإنجليزية: Birth flower)‏ ترمز له وتربط شهر ميلاد شخص ما بتلك الزهرة. ترتبط الزهور المسماة وفق الأشهر بتواجدها وهي تسمية اقترحت من قبل علماء الزهور.
من الناحية الطبيعية، ترتبط الزهور بشكل معين ورائحة مميزة ولون خاص. يُعتقدد بأن الرومان هم أول من استخدم الزهور في احتفالات الميلاد وأعياد الميلاد. لم تُستعمل الزهور الموسمية فقط للأغراض التشكيلية والديكور، بل تم التعامل معها كهدايا والتي زاد استعمالها التقليدي كزهور ميلاد. بعض المُولعين بهذه العلاقة قاموا بعمل قوائم ترتبط كل يوم في السنة بزهرة ميلاد معينة.

## قائمة بأزهار الولادة

### النمط البريطاني
| الشهر                 | زهرة                  | الترميز |
| --------------------- | --------------------- | --- |
| كانون الثاني / يناير  | قرنفل                 | تشير إلى الحب والتميز. يشار إليها في يوم الأم وفي يوم المعلم وفي الأعراس وهي رمز لولاية أوهايو.                                                                                |
| شباط / فبراير         | بنفسج                 | ترمز إلى الإخلاص والحكمة والأمل. |
| آذار / مارس           | النرجس البري          | تشير لفصل الربيع والحياة والسعادة الوطنية والاحترام والصداقة وهي علامة للبدء والحياة من جديد.                                                                                  |
| نيسان / أبريل         | بسلة الزهور/بليس معمر | الحب والشباب والطهارة والبراءة |
| أيار/ مايو            | كونفالاريا أيار       | الحب والتقدير وقد تختلف المعاني وفقا للون الزهرة وقد تعني الحب والعاطفة والجمال والكمال وفقا للون.                                                                             |
| حزيران/ يونيو         | ورد (نبات)            | التواضع والمداعبة واللطف وترمز أيضا للعودة للسعادة مجددا. |
| تموز / يوليو          | عائق                  | السهولة والخفة وتأتي بألونها الجميلة ورائحتها الزكية ومُنعشة ويختلف المعنى حسب اللون. اللون الزهري يرمز للتناقض والأبيض يرمز للسعادة الطبيعية والحب الأول يُربط باللون البنفسجي. |
| آب / أغسطس            | دلبوث                 | قوة الشخصية وحسن الخُلُق، وقوة الذاكرة، والعشق والشرف. وتأتي الزهرة طويلة الظهور نسبيا بألون متعددة مثل الزهري والأحمر والبنفسجي والبرتقالي والأبيض والأخضر.                     |
| أيلول / سبتمبر        | أذن الفأر             | الصبر، والأناقة، وقوة الذاكرة، والعاطفة المولعة والعشق الغرامي. |
| تشرين الأول / أكتوبر  | مخملية                | الدفىء، والعُنف. وتجسد الزهرة الأناقة والتفاني. |
| تشرين الثاني / نوفمبر | أقحوان                | الشعور بالغير، والصداقة. اللون الأحمر للحب، والأبيض للبراءة والأصفر للحب من طرف واحد.                                                                                          |
| كانون الأول / ديسمبر  | بنت القنصل            | الفرحة والنجاح. تأتي بثلاثة ألوان: الأحمر والأبيض والزهري. |